# Sovětský svaz na Zimních olympijských hrách 1984
Sovětský svaz na Zimních olympijských hrách 1984 reprezentovalo 99 sportovců (74 mužů a 25 žen) v 10 sportech.

## Medailisté
| Medaile | Jméno | Sport          | Disciplína              |
| ------- | --- | -------------- | ----------------------- |
| Zlato   | Dmitry Vasilyev Yury Kashkarov Algimantas Šalna Sergey Bulygin | Biatlon        | Muži štafeta 4 x 7,5 km |
| Zlato   | Nikolaj Zimjatov | Běh na lyžích  | Muži 30 km              |
| Zlato   | Jelena Valovová Oleg Vasiljev | Krasobruslení  | Sportovní dvojice       |
| Zlato   | Vladislav Treťjak Vladimir Myškin Vjačeslav Fetisov Alexej Kasatonov Sergej Starikov Zinetula Biljaletdinov Vasilij Pěrvuchin Igor Stělnov Vladimir Krutov Igor Larionov Sergej Makarov Nikolaj Drozděckij Viktor Ťumeněv Vladimir Kovin Alexandr Koževnikov Sergej Šepelev Michail Vasiljev Alexandr Gerasimov Andrej Chomutov Alexandr Skvorcov | Lední hokej    | Turnaj mužů             |
| Zlato   | Sergej Fokičev | Rychlobruslení | Muži 500 m              |
| Zlato   | Igor Malkov | Rychlobruslení | Muži 10 000 m           |
| Stříbro | Alexandr Zavjalov | Běh na lyžích  | Muži 30 km              |
| Stříbro | Aleksandr Batyuk Alexandr Zavjalov Vladimir Nikitin Nikolaj Zimjatov | Běh na lyžích  | Muži štafeta 4 x 10 km  |
| Stříbro | Raisa Smetaninová | Běh na lyžích  | Ženy 10 km              |
| Stříbro | Raisa Smetaninová | Běh na lyžích  | Ženy 20 km              |
| Stříbro | Natalja Bestemjanovová Andrej Bukin | Krasobruslení  | Taneční páry            |
| Stříbro | Sergej Danilin | Saně           | Muži jednotlivci        |
| Stříbro | Jevgenij Belusov Alexander Beljakov | Saně           | Muži dvojice            |
| Stříbro | Sergej Chlebnikov | Rychlobruslení | Muži 1 000 m            |
| Stříbro | Sergej Chlebnikov | Rychlobruslení | Muži 1 500 m            |
| Stříbro | Igor Malkov | Rychlobruslení | Muži 5 000 m            |
| Bronz   | Zintis Ekmanis Vladimir Aleksandrov | Boby           | Dvojbob                 |
| Bronz   | Kira Ivanovová | Krasobruslení  | Ženy jednotlivci        |
| Bronz   | Larisa Selezněvová Oleg Makarov | Krasobruslení  | Sportovní dvojice       |
| Bronz   | Marina Klimovová Sergej Ponomarenko | Krasobruslení  | Taneční páry            |
| Bronz   | Valerij Dudin | Saně           | Muži jednotlivci        |
| Bronz   | Oleg Božjev | Rychlobruslení | Muži 1 500 m            |
| Bronz   | Natalja Šiveová | Rychlobruslení | Ženy 500 m              |
| Bronz   | Natalja Petrusjovová | Rychlobruslení | Ženy 1 000 m            |
| Bronz   | Natalja Petrusjovová | Rychlobruslení | Ženy 1 500 m            |